# Военно-воздушные силы Венесуэлы
Военно-воздушные силы Венесуэлы — один из видов вооружённых сил Боливарианской Республики Венесуэла. Полное официальное название — Национальная Боливарианская военная авиация (исп. Aviación Militar Nacional Bolivariana).

## Структура
В состав ВВС Венесуэлы входит Объединенное командование воздушно-космической обороны (Comando de Defensa Aeroespacial Integral - CODAI), включающие шесть развернутых по территориальному признаку групп наблюдения и контроля воздушного пространства: Grupo de Vigilancia y Control Occidente, Grupo de Vigilancia y Control Los Llanos, Grupo de Vigilancia y Control Central, Grupo de Vigilancia y Control Oriente, Grupo de Vigilancia y Control Guayana, Grupo Táctico de Vigilancia y Control 'General Pedro Torres Finol'. Все 6 групп CODAI оснащены китайскими РЛС обнаружения воздушных целей JYL-1 и JY-11B, и должны взаимодействовать с шестью формируемыми бригадами ПВО, оснащаемыми российскими ЗРС С-125 «Печора-2М», Бук-2МЭ и С-300ВМ «Антей-2500». 

## Пункты базирования
- Авиабаза Эль Либертадор (исп. El Libertador)

## Боевой состав
| Обозначение формирования или части          | Вооружение и оснащение | Место расположения                                              |
| ------------------------------------------- | ---------------------- | --------------------------------------------------------------- |
| Grupo Aéreo de Caza No.12                   | K-8W                   |                                                                 |
| Escuadrón de Escuela de Combate No.35       | K-8W                   | авиабаза Teniente Vicente Landaeta Gil Barquisimeto, Lara state |
| Grupo Aéreo de Operaciones Especiales No.15 | K-8W                   | Marakaibo                                                       |
|                                             |                        |                                                                 |
|                                             |                        |                                                                 |
|                                             |                        |                                                                 |

## Техника и вооружение
| Тип                                                   | Производство    | Назначение                             | Количество                 | Изображение     | Примечания                                                                                             |
| Боевые самолёты                                       | Боевые самолёты | Боевые самолёты                        | Боевые самолёты            | Боевые самолёты | Боевые самолёты                                                                                        |
| ----------------------------------------------------- | --------------- | -------------------------------------- | -------------------------- | --------------- | --- |
| Су-30МКВ                                              | Россия          | истребитель-бомбардировщик             | 23                         |                 | Опцион на 12 машин дополнительно. Поставлены в 2006-2008                                               |
| Lockheed F-16A Block 15 Fighting Falcon               | США             | многоцелевой истребитель               | 12                         |                 | 12 в боеготовом состоянии. Поставлялись в 1982-1984 Планируется списать в будущем.                     |
| Штурмовики                                            |                 |                                        |                            |                 | |
| Rockwell OV-10A/E Bronco                              | США             |                                        | 4                          |                 | В составе 15-й авиагруппы специальных операций в Маракайбо. В строю 4 самолета, остальные списаны      |
| Административные самолёты                             |                 |                                        |                            |                 | |
| Dassault Falcon 20DC Prometeo EW                      | Франция         |                                        | 5                          |                 | 1 шт. (EW, Falcon-20DC) 4 шт. (VIP, Falcon-20DC; Falcon-20F)                                           |
| Учебно-тренировочные                                  |                 |                                        |                            |                 | |
| Aermacchi SF-260EV Marchetti                          | Италия          |                                        |                            |                 | |
| Embraer EMB 312 Tucano                                | Бразилия        | учебно-тренировочный                   | 32                         |                 | только 19 уже поставлены                                                                               |
| K-8W Karakorum                                        | Китай           | учебно-тренировочный                   | 16                         |                 | Поставки в марте и сентябре 2010 г. Оснащены двигателями WS-11 (версия Ивченко АИ-25ТЛК )              |
| Diamond DA40                                          | Австрия         | учебно-тренировочный                   | 0                          |                 | 36 заказано в ноябре 2013 года                                                                         |
| Hongdu L-15 Falcon                                    | Китай           | учебно-тренировочный                   | 0                          |                 | 24 заказано в июле 2014 года                                                                           |
| Транспортные самолёты                                 |                 |                                        |                            |                 | |
| Shaanxi Y-8                                           | Китай           | средний транспортный                   | 8                          |                 | Срок поставок не определен                                                                             |
| Cessna 182N Skylane                                   | США             |                                        | 2                          |                 | |
| Lockheed C-130H Hercules                              | США             |                                        | 6                          | C-130 Hercules  | Транспортные                                                                                           |
| Airbus A319 CJ                                        | Европа          | административный                       | 1                          |                 | |
| Boeing 707-320C/346C                                  | США             | Транспортный                           | 2                          |                 | |
| Boeing 737—2N1                                        | США             |                                        | 1                          |                 | |
| Dassault Falcon 20 DC/F (VIP)                         | Франция         |                                        | 5                          |                 | |
| Dassault Falcon 50 EX                                 | США             |                                        | 1                          |                 | |
| Cessna 208B Grand Caravan                             | США             |                                        | 8                          |                 | |
| Cessna 206 Stationair                                 | США             |                                        | 16                         |                 | |
| Beechcraft Super King Air                             | США             |                                        | 5                          |                 | |
| Fairchild C-26A Metroliner                            | США             |                                        |                            |                 | |
| Short 330                                             | Великобритания  |                                        | 2                          |                 | |
| Cessna 550 Citation II (VIP)                          | США             |                                        |                            |                 | |
| Cessna 500 Citation (VIP)                             | США             |                                        |                            |                 | |
| Beechcraft A65-80 Queen Air                           | США             |                                        |                            |                 | |
| Alenia G.222                                          | Италия          |                                        |                            |                 | |
| Cessna 750 Citation X                                 | США             |                                        |                            |                 | |
| Вертолёты                                             |                 |                                        |                            |                 | |
| Eurocopter AS-532AC Cougar Eurocopter AS-532UL Cougar | Франция         | военно-транспортный                    | 8 2                        |                 | |
| Eurocopter AS-332B1 Super Puma                        | Франция         | военно-транспортный                    | 4                          |                 | |
| Ми-17-1В                                              | Россия          | военно-транспортный                    | 8                          |                 | |
| Ми-172                                                | Россия          | VIP                                    | 2                          |                 | |
| Enstrom 480B                                          | США             | учебный вертолёт                       | 0                          |                 | 16 заказано                                                                                            |
| Беспилотные летательные аппараты                      |                 |                                        |                            |                 | |
| БПЛА                                                  |                 |                                        | 12                         |                 | |
| Средства ПВО                                          |                 |                                        |                            |                 | |
| Бук-2МЭ                                               | Россия          | ЗРК                                    | 12 Бук-М2Э и 200 ЗУР 9М317 |                 | Заказан в 2009 году.Поставлен в 2013 году                                                              |
| С-300ВМ «Антей-2500»                                  | Россия          | ЗРК                                    | 2 дивизиона                |                 | |
| С-125 «Печора-2М»                                     | Россия          | ЗРК                                    | 18                         |                 | В сентябре 2009 года заказанно 11 дивизионов. На февраль 2014 года ими укомплектованно четыре бригады. |
| Тор-М1                                                | Россия          | ЗРК                                    | 12                         |                 | |
| Барак                                                 | Израиль         | ЗРК                                    | более 10                   |                 | |
| ADAMS                                                 | Израиль         | ЗРК                                    | [ 7 ]                      |                 | |
| Игла-С                                                | Россия          | ПЗРК                                   | 200                        |                 | |
| Мистраль                                              | Франция         | ПЗРК                                   | [ 7 ]                      |                 | |
| TCM-20                                                | Израиль         | 20-мм зенитно-артиллерийская установка | 114                        |                 | с двумя 20-мм автоматическими пушками Hispano-Suiza HS.404                                             |
|                                                       |                 | 35-мм зенитное орудие                  | [ 11 ]                     |                 | |
| Bofors L70                                            | Швеция          | 40-мм зенитное орудие                  | 114                        |                 | |
| РЛС                                                   |                 |                                        |                            |                 | |
| JYL-1                                                 | Китай           | Трехкоординатная РЛС                   | 10                         |                 | 3 заказано в августе 2005 года, ещё 7 в 2006. Все поставлены к концу 2010 года                         |
| JY-11B                                                | Китай           | РЛС                                    | 3                          |                 | 3 заказано в 2006 году. Все поставлены к концу 2010 года                                               |
| Flycatcher                                            | Нидерланды      | РЛС                                    | 3                          |                 | [ 11 ]                                                                                                 |

Венесуэла располагает наиболее совершенной в Латинской Америке глубоко эшелонированной системой ПВО, модернизированной в 2008—2013 годах при содействии военных специалистов из Белоруссии, в основе которой два дивизиона ЗРК С-300ВМ, ЗРК «Бук-М2Э», «Печора-2М» и ЗУ-23. Предусмотрена закупка в России трех дивизионов «Бук-М2Э», 11 дивизионов «Печора-2М», а также 300 ЗУ ЗУ-23 калибра 23 миллиметра, 11 радиолокационных станций П-18М и автоматизированных систем управления ПВО. Основную часть этих средств Каракас может получить уже до конца 2013 года.
Помимо перечисленных, ПВО Венесуэлы располагает не менее 10 ЗРК Barak, 10 ЗРК Roland, а также ПЗРК RBS-70 и около 230 буксируемых зенитных установок.

## Опознавательные знаки

Опознавательный знак ВВС Венесуэлы

## Знаки различия

### Генералы и офицеры
| Категории               | Генералы        | Генералы          | Генералы            | Генералы           | Старшие офицеры | Старшие офицеры  | Старшие офицеры | Младшие офицеры | Младшие офицеры | Младшие офицеры   |
| ----------------------- | --------------- | ----------------- | ------------------- | ------------------ | --------------- | ---------------- | --------------- | --------------- | --------------- | ----------------- |
|                         |                 |                   |                     |                    |                 |                  |                 |                 |                 |                   |
| Венесуэльское звание    | General en Jefe | Mayor General     | General de División | General de Brigada | Coronel         | Teniente Coronel | Mayor           | Capitan         | Primer Teniente | Teniente          |
| Российское соответствие | Генерал армии   | Генерал-полковник | Генерал-лейтенант   | Генерал-майор      | Полковник       | Подполковник     | Майор           | Капитан         | Лейтенант       | Младший лейтенант |

### Подофицеры
| Категории               | Подофицеры                 | Подофицеры            | Подофицеры                 | Подофицеры                 | Подофицеры                 | Подофицеры                  | Подофицеры                  | Подофицеры                  |
| ----------------------- | -------------------------- | --------------------- | -------------------------- | -------------------------- | -------------------------- | --------------------------- | --------------------------- | --------------------------- |
|                         | 30px                       | 30px                  | 30px                       | 30px                       | 30px                       | 30px                        | 30px                        | 30px                        |
| Венесуэльское звание    | Maestro Técnico Supervisor | Maestro Técnico Mayor | Maestro Técnico de Primera | Maestro Técnico de Segunda | Maestro Técnico de Tercera | Sargento Técnico de Primera | Sargento Técnico de Segunda | Sargento Técnico de Tercera |
| Российское соответствие |                            |                       |                            |                            |                            |                             |                             |                             |

### Сержанты и солдаты
| Категории               | Сержанты               | Сержанты             | Сержанты          | Сержанты               | Сержанты               | Сержанты               | Сержанты    | Солдаты      | Солдаты      | Солдаты     | Солдаты      |
| ----------------------- | ---------------------- | -------------------- | ----------------- | ---------------------- | ---------------------- | ---------------------- | ----------- | ------------ | ------------ | ----------- | ------------ |
|                         | 30px                   | 30px                 | 30px              | 30px                   | 30px                   | 30px                   | 30px        |              |              |             |              |
| Венесуэльское звание    | Aerotecnico Supervisor | Aerotecnico Ayudante | Aerotecnico Mayor | Aerotecnico de Primera | Aerotecnico de Segunda | Aerotecnico de Tercera | Aerotecnico | Cabo Primero | Cabo Segundo | Distinguido | Soldado Raso |
| Российское соответствие |                        |                      |                   |                        |                        |                        |             |              |              |             |              |

## Внешние ссылки
- Официальная страница ВВС Венесуэлы  (исп.)
- История ВВС Венесуэлы на странице Уголок неба